# Dermaleipa androgyna
Dermaleipa androgyna är en fjärilsart som beskrevs av Emilio Berio 1954. Dermaleipa androgyna ingår i släktet Dermaleipa och familjen nattflyn. Inga underarter finns listade i Catalogue of Life.